# Jodie Dorday
Jodie Dorday é uma atriz neozelandesa mais conhecida por suas atuações na série Xena: Warrior Princess.

## Biografia

### Vida pessoal
Jodie nasceu em 4 de Janeiro de 1968 na Nova Zelândia.

### Carreira
Jodie trabalhou em vários projetos neozelandeses, como Xena: Warrior Princess, Hercules: The Legendary Journeys e Jack of All Trades e Shortland Street.

### Premiações
Em 1999, Jodie venceu na categoria Melhor atriz Coadjuvante pelo filme Via Satellite, no ano anterior.

## Filmografia
- Calling Gerry Molloy (2003)
- Blue Heelers (2002)
- Jack of All Trades (2000)
- Hercules: The Legendary Journeys (1999)
- Via Satellite (1998)
- Xena: Warrior Princess (1995-1998)
- Market Forces (1998)
- Shortland Street (1992)